# Грищенко, Анатолий Демьянович
Анато́лий Демья́нович Грищенко (1937—1990) — советский лётчик-испытатель, ликвидатор последствий аварии на Чернобыльской АЭС, Герой России (посмертно).

## Биография
Родился в Ленинграде. В юности жил в Житомирской и Волынской областях, окончил школу в городе Ковель. С 1955 года жил в Москве, учился в МАИ, занимался в Центральном и Егорьевском аэроклубах.
После выпуска с 1959 года работал в Лётно-исследовательском институте инженером, старшим инженером; в 1966 году окончил лётное отделение Школы лётчиков-испытателей и со следующего года до января 1987-го — на испытательской работе.
Испытывал модели вертолётов Ка-26, Ми-1, Ми-2, Ми-4, Ми-6, Ми-8; на вертолёте Ми-26 отрабатывал транспортировку тяжёлых крупногабаритных грузов на внешней подвеске одним и двумя вертолётами. Участвовал и в транспортировке «Бурана». Суммарный налёт составил более 5000 часов.
Анатолий Демьянович Грищенко был призван на ликвидацию последствий аварии на ЧАЭС: в мае и в августе — сентябре вертолёт Ми-26, управляемый им совместно с Г. Р. Карапетяном, при доставке грузов на нестандартно длинной внешней подвеске, опускался почти в три раза ниже установленной приказом нормы. В результате доза облучения лётчиков была превышена в 15 раз и привела к лейкозу.

Могила Грищенко на Быковском кладбище Жуковского.

Долгие поиски донора для пересадки костного мозга означали потерю времени. Четыре года спустя после облучения не смогла помочь даже успешная операция в американской клинике. Анатолий Демьянович скончался за океаном в городе Сиэтл, похоронен на Быковском кладбище города Жуковский Московской области.

## Награды и звания
- Герой Российской Федерации (27 февраля 1995) — за мужество и героизм, проявленные при ликвидации аварии на Чернобыльской атомной электростанции
- Орден Октябрьской Революции
- Орден Трудового Красного Знамени
- Орден Дружбы Народов
- Орден «Знак Почёта»
- Заслуженный лётчик-испытатель СССР (12.08.1982)
- За высокий профессионализм награждён знаком «Одинокий ястреб» (США) посмертно
- имя Анатолия Грищенко значится среди 10 мировых асов, кавалеров ордена «Меч Гравинера».
- Орден «За мужество» 1-й степени (21 апреля 2006, Украина, посмертно) — за мужество, самоотверженность, высокий профессионализм, выявленные при ликвидации последствий Чернобыльской катастрофы, весомые трудовые достижения в реализации важных социальных и природоохранных государственных программ[2]
- Премия «Polaris Award» Международной федерацией ассоциаций пилотов воздушных линий (1991).

## Память
- Памяти Анатолия Грищенко посвящена биографическая книга: Г. А. Амирьянц. Не прощаюсь .... — М.: ИПЦ РАУ, 1991. — 64 с. — 25 000 экз. — ISBN 5-86014-005-3.